# Поуэлл, Энтони
000О современном художнике по костюмам см. Пауэлл, Энтони.
Энтони Димок Поуэлл (англ. Anthony Dymoke Powell, [ˈpoʊəl]; 21 декабря 1905 — 28 марта 2000) — английский писатель, романист, автор киносценариев. Наиболее известен по двенадцатитомному циклу «Танец под музыку времени» (англ. A Dance to the Music of Time), публиковавшемуся с 1951 по 1975 год.
В 2008 году газета «Таймс» включила Поуэлла в список 50 величайших британских писателей с 1945 года.

## Биография
Энтони Поуэлл родился в Вестминстере в семье офицера Валлийского полка Филипа Лайонела Уильяма Поуэлла и дочери землевладельца Мод Мэри Уэллс-Димок. Из-за участия отца в Первой мировой войне семья часто переезжала, Энтони с матерью часто жили отдельно от главы семейства.
В 1919 году Поуэлл поступил в Итонский колледж, где подружился с Генри Йорком, который позже стал известен как писатель под псевдонимом Генри Грин. В Итоне Поуэлл увлёкся изобразительным искусством и в 1922 году стал одним из учредителей Итонского общества искусств.
Осенью 1923 года Поуэлл поступил в Баллиол-колледж Оксфорда. Там он познакомился, помимо прочих, с Морисом Боура. Во время каникул Поуэлл путешествовал по Европе.
В 1926 году Поуэлл приехал в Лондон и стал вливаться в светскую жизнь на приёмах в Мэйфейре и Белгравии. До 1932 года он работал в издательстве Duckworth на правах стажёра. Около полугода Поуэлл был сценаристом английского филиала кинокомпании «Уорнер бразерс», а в 1937 году даже пытался уехать в Голливуд, где не преуспел. Затем он стал писать книжные рецензии для газеты «Дейли телеграф» и журнала «Спектейтор».
Во Вторую мировую Поуэлл вступил вторым лейтенантом в 34 года, то есть в крайне позднем возрасте для подобного низкого звания. Его способности, однако, нашли применение, когда он был переведён в военную разведку (некоторое время он служил и в Объединённом разведывательном комитете).
По окончании войны Поуэлл целиком и полностью посвятил свою жизнь литературе. Он возобновил приятельские отношения с писателем Ивлином Во (знакомым по Оксфорду), подружился с художницей Ниной Хэмнетт и композитором Константом Лэмбертом.
Поуэлл был женат и имел двоих детей. 1 декабря 1934 года начинающий писатель женился на леди Виолетте Пейкенхэм (1914—2002). После свадьбы супруги переехали в дом в Риджентс-парке, где прожили всю оставшуюся жизнь. Первый их сын, Тристрам, родился в апреле 1940 года и провёл большую часть военных лет вдали от родителей. Второй, Джон, появился на свет в январе 1946 года. Внучка писателя, Джорджия, стала женой Генри Сомерсета, 12-го герцога Бофорта.
В 1950 году Поуэлл приобрёл дом в городке Фрум в графстве Сомерсет. В 1956 году Поуэлл стал командором Ордена Британской империи. В 1973 он отказался принять рыцарское звание. В 1988 году писатель стал кавалером Ордена Почёта.

## Литературное творчество
«Сумеречные люди» (Afternoon Men), дебютный роман Энтони Поуэлла, был опубликован в 1931 году издательством Duckworth, где работал сам автор. Там же вышли в свет три следующих его творения (два из них — уже после увольнения Поуэлла).
В голливудский период Поуэлл написал несколько статей для журнала Night and Day, который редактировал Грэм Грин, и продолжал публиковаться там до закрытия издания в марте 1938 года. К 1939 году писатель завершил работу над пятым романом под названием «Что сталось с Уэрингом» (What’s Become of Waring, заглавие по стихотворению Роберта Браунинга). Он не был принят Duckworth, за публикацию взялось издательство Cassell, и книга разошлась тиражом менее тысячи экземпляров.
Во время войны Поуэлл стал собирать материал для биографии английского писателя XVII века Джона Обри, но служба заставила отложить на некоторое время и это начинание. Рукопись книги «Джон Обри и его друзья» была готова лишь к маю 1946 года, а издана — только в 1948. Годом позже вышел в свет сборник трудов Обри под редакцией Поуэлла.
В 1951 году был издан роман «Вопрос воспитания» (A Question of Upbringing). Он открыл цикл «Танец под музыку времени» (A Dance to the Music of Time) из двенадцати книг, названный по одноимённой картине Никола Пуссена. В нём рассказывается о жизни английской богемы с 1921 по 1971 год, причём в романах угадываются автобиографические мотивы.
Четвёртый том «Танца», «В доме леди Молли», получил премию Джеймса Тейта Блэка за 1957 год. Книга «Короли-временщики» (Temporary Kings), одиннадацатая часть цикла, в 1974 году была удостоена премии У. Х. Смита.
Знаменитый английский писатель, современник Поуэлла Ивлин Во сравнивал его «Танец» с творениями Марселя Пруста, отмечая при этом, что Поуэлл «реалистичнее и смешнее».
По окончании работы на двенадцатитомным циклом писатель также опубликовал романы «О, как мчится колесо!» (O, How the Wheel Becomes It!, 1983) и «Король-рыбак» (The Fisher King, 1986).

## Издания на русском языке
- Поуэлл Э. Поле костей. Искусство ратных дел / Пер. с англ. О. Сороки. — М.: Радуга, 1984. — 368 с. — 50 000 экз.
- Поуэлл Э. Сумеречные люди / Пер. с англ. А. Ливерганта. — М.: Б.С.Г.-ПРЕСС, 2005. — 297 с. — 5000 экз. — ISBN 5-93381-180-7.